# Oitti
Oitti är en tätort (finska: taajama) och centralort i Hausjärvi kommun i landskapet Egentliga Tavastland i Finland. Vid tätortsavgränsningen den 31 december 2021 hade Oitti 1 878 invånare och omfattade en landareal av 5,56 kvadratkilometer.